# Thomas Götz (Eishockeyspieler)
Thomas Götz (* 9. Juni 1985 in Bad Muskau, DDR) ist ein ehemaliger deutscher Eishockeyspieler, der zwischen 2005 und 2018 bei den Lausitzer Füchsen in der 2. Bundesliga respektive DEL2 aktiv war. Seine Schwester Susann ist eine ehemalige deutsche Eishockeynationalspielerin.

## Karriere
Thomas Götz begann seine Karriere als Eishockeyspieler in der Nachwuchsabteilung des ES Weißwasser, für den er von 2000 bis 2003 in der Deutschen Nachwuchsliga aktiv war. Anschließend spielte der Angreifer zwei Jahre lang für den ELV Niesky in der viertklassigen Regionalliga. Zur Saison 2005/06 kehrte er zu seinem Heimatverein zurück, für dessen Profimannschaft Lausitzer Füchse er seither regelmäßig in der 2. Bundesliga spielt. In der Saison 2010/11 war er Assistenzkapitän bei den Füchsen.
Neben dem Eishockeysport arbeitet er als Elektriker im Kraftwerk Boxberg.
2018 beendete er seine Karriere.
Für den durch das Rap-Duo Miso 029 & Maniac 029 veröffentlichten Song Alles auf Sieg, diente ein Interview von Götz als Intro. Götz und sein Sohn waren ebenfalls im Video zu sehen.

## Karrierestatistik
(Legende zur Spielerstatistik: Sp oder GP = absolvierte Spiele; T oder G = erzielte Tore; V oder A = erzielte Assists; Pkt oder Pts = erzielte Scorerpunkte; SM oder PIM = erhaltene Strafminuten; +/− = Plus/Minus-Bilanz; PP = erzielte Überzahltore; SH = erzielte Unterzahltore; GW = erzielte Siegtore; 1 Play-downs/Relegation; Kursiv: Statistik nicht vollständig)